# Podaxis pistillaris
Espèce
Podaxis pistillaris est une espèce de champignons de la famille des Agaricaceae. 

## Description
Podaxis pistillaris peut atteindre 15 cm de haut et présente un pied ligneux.

## Liste des formes et variétés
Selon MycoBank (24 janvier 2023) :
- Podaxis pistillaris f. macrosporus G.Cunn., 1932
- Podaxis pistillaris f. pistillaris
- Podaxis pistillaris var. africana Henn., 1893
- Podaxis pistillaris var. paurospora Dearn. ex Morse, 1941
- Podaxis pistillaris var. pistillaris

## Systématique
Le nom correct complet (avec auteur) de ce taxon est Podaxis pistillaris (L.) Fr., 1829.
L'espèce a été initialement classée par Carl von Linné dans le genre Lycoperdon sous le basionyme Lycoperdon pistillare L., 1771, puis reclassée dans le genre Podaxon par Elias Magnus Fries, genre rebaptisé par la suite en Podaxis.
Podaxis pistillaris a pour synonymes :
- Lycoperdon pistillare L., 1771
- Podaxis podaxon (L.) Fr. (1829), 1829
- Podaxon pistillaris (L.) Fr., 1829
- Scleroderma pistillare (L.) Pers., 1801

## Publication originale
- (la) E.M. Fries, Systema Mycologicum, vol. 3, 1829 (lire en ligne), p. 63